# Olivia Tjandramulia
Olivia Tjandramulia (ur. 11 maja 1997 w Dżakarcie) – australijska tenisistka urodzona w Indonezji.
W 2012 roku po raz pierwszy zagrała w turnieju głównym rozgrywek singlowych cyklu ITF – w Rockhampton przegrała w pierwszej rundzie z Alexandrą Stevenson 4:6, 3:6.
W sezonie 2014 zadebiutowała w rozgrywkach wielkoszlemowych. W parze z Naikthą Bains rywalizowały w zawodach gry podwójnej na kortach Australian Open.